# Walker Brooke

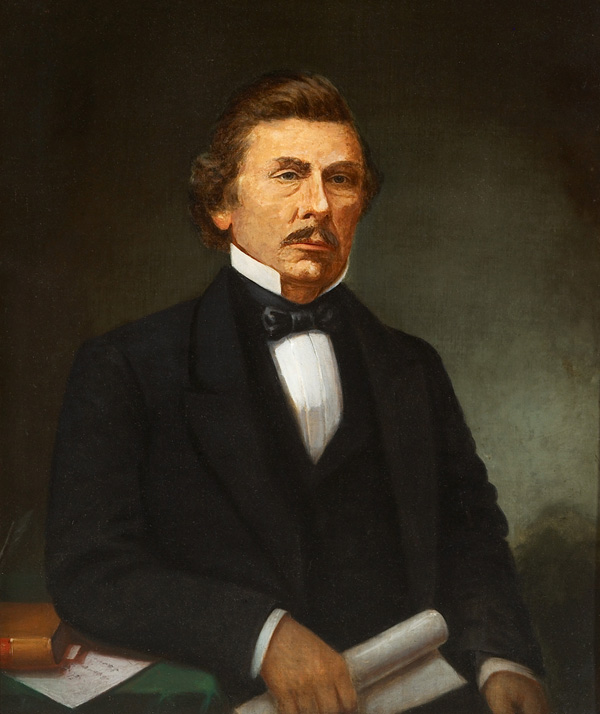
Walker Brooke

Walker Brooke, född 25 december 1813 i Clarke County, Virginia, död 18 februari 1869 i Vicksburg, Mississippi, var en amerikansk politiker och jurist. Han representerade delstaten Mississippi i USA:s senat 18 februari 1852-3 mars 1853.
Brooke utexaminerades 1835 från University of Virginia. Han studerade sedan juridik och inledde 1838 sin karriär som advokat i Lexington, Mississippi. Han var senator för whigpartiet 1852-1853. Partiet kom sedan i en nedgångsperiod och upplöstes 1860. Brooke gick 1861 med i demokraterna. Han var domare i Amerikas konfedererade staters permanenta militärdomstol under amerikanska inbördeskriget.
Brookes grav finns på Cedar Hill Cemetery i Vicksburg.